# Saint-Riquier-ès-Plains
Saint-Riquier-ès-Plains település Franciaországban, Seine-Maritime megyében. Lakosainak száma 628 fő (2022. január 1.). Saint-Riquier-ès-Plains Ingouville, Néville, Ocqueville, Paluel, Saint-Sylvain és Vittefleur községekkel határos.

## Népesség
A település népessége az elmúlt években az alábbi módon változott:
| Lakosok száma | 587  | 593  | 615  | 585  | 595  | 604  | 614  | 620  | 628  |
|               | 2013 | 2015 | 2016 | 2017 | 2018 | 2019 | 2020 | 2021 | 2022 |